# Palaina scalarina
Palaina scalarina là một loài minute land snail với một nắp, a terrestrial gastropoda mollusca hoặc micromollusks in the family Diplommatinidae. Nó là loài đặc hữu của Micronesia.